# (467022) 2016 CE151
(467022) 2016 CE151 es un asteroide perteneciente al cinturón de asteroides, descubierto el 18 de enero de 2005 por el equipo Spacewatch desde el Observatorio Nacional de Kitt Peak (Arizona, Estados Unidos).